# Nurtons
Els nurtons o nuitons (en llatí: nurthones o nuithones) eren un poble germànic esmentat per Tàcit a Germània, on diu que vivien a la vora de l'Albis als sud-oest dels longobards. En comú amb altres tribus veïnes, adoraven a la deessa Ertha, és a dir, la Terra. No s'ha determinat el lloc exacte on habitaven.